# تقي الدين الشامي
تقي الدين محمد بن معروف الشامي (1526 دمشق، سوريا- 1585). كان مصنفاً عسكرياً عثمانياً وهو واحد من المسلمين العرب الموسوعيين الذين أحاطوا بكل العلوم: كان عالماً، فلكياً ومنجماً، مهندساً ومخترعاً، وصانع ساعات الحائط والساعات اليدوية، رياضياً وفيزيائياً، خبيراً زراعياً وجنائنياً، طبيباً وصيدلياً، حاكماً مسلماً وحافظاً لمواقيت الصلاة في المسجد، فيلسوفاً مسلماً وصاحب علم الكلام، ومعلم مدرسة. كان مؤلفاً لأكثر من 90 كتاباً في شتى المواضيع المختلفة، والتي تشمل: علم الفلك، والتنجيم، وصناعة الساعات، والهندسة، والرياضيات، والميكانيكا، والبصريات، والفلسفة الطبيعية؛ وعلى الرغم من ذلك، فإن 24 كتاباً فقط قد نجت من بين هؤلاء الكتب. حظي بتقدير واسع بسبب شهرة سمعته التي عاصرت علماء عصره في الدولة العثمانية كأعظم عالم على وجه الأرض.
وصفت إحدى كتبه: الطرق السامية في الآلات الروحانية سنة 1551م، وصفاً للأجزاء الأساسية الذي يتكون منها التوربين البخاري والمحرك البخاري، سابقاً بذلك أهم وأشهر اكتشاف للطاقة البخارية من قبل جيوفاني برانكا سنة 1629م.
كان تقي الدين أيضاً معروفاً لاختراعه مضخة ذات ست أسطوانات (بالإنجليزية:  Monobloc)‏ سنة 1559م، واختراعه شتى الأنواع من الساعات الدقيقة (وتشمل أول ساعة منبهة ميكانيكية، وأول ساعة فلكية تسير بقوة الزنبرك، وأول ساعة يدوية تحسب الوقت بالدقائق، وأولى ساعات الحائط التي تحسب الوقت بالدقائق والثواني)، وذلك من سنة 1556م إلى 1580م، واختراع التلسكوب المبكر لبعض الوقت قبل سنة 1574م، وإنشائه لمرصد تقي الدين الإسطنبولي الفلكي في مدينة إسطنبول سنة 1577م، ونشاطه الفلكي هناك حتى سنة 1580م.

## سيرة حياته
ولد تقي الدين سنة 1521 ميلادية في مدينة دمشق بسوريا، تلقى علومة في دمشق والقاهرة وإسطنبول وأصبح قاضياً، وصاحب كلام إسلامياً، وحافظاً لمواقيت الصلاة في المسجد، ومعلماً في المدرسة لبعض الوقت؛ بينما قام بنشر بعض كتبه العلمية خلال هذا الوقت. وفي سنة 1571م، انتقل إلى مدينة إسطنبول ليصبح موظفاً فلكياً في بلاط السلطان سليم الثاني، حاكم الدولة العثمانية.
عندما توفي السلطان سليم الثاني، وولي على العرش: مراد الثالث، أقنعه تقي الدين بالتبرع لبناء المرصد الفلكي الجديد على أساس أنه سوف يساعد في وضع التنبؤات التنجيمية الدقيقة. بدأ المشروع سنة 1575 ميلادية، وأكمل بناؤها سنة 1577 ميلادية؛ في نفس الوقت تقريباً لاكتمال بناء مرصد يوراني بورغ الفلكي للعالم الدنماركي تيخو براهي. وأصبح هذا المرصد معروفاً باسم مرصد تقي الدين الإسطنبولي، المرصد الفلكي الذي بني لمنافسة مرصد أولوغ بيك الفلكي في مدينة سمرقند.
في المرصد الفلكي الجديد، عدّل تقي الدين جداول الزيج الفلكية القديمة، وعلى وجه التحديد زيج أولوغ بيك السلطاني؛ والذي يصف حركات الشمس والقمر والنجوم والكواكب.
وعلى كل حال، وفي غضون أشهر من اكتمال بناء المرصد الفلكي، شهد تقي الدين ظهور المذنب، معتقداُ أن المذنب إنما ظهر كبشير خير؛ ومتنبئاً بانتصار الجيش العثماني. كان هذا التنبؤ خاطئاً، ولهذا السبب: رأى السلطان أن لا جدوى من استخدام المرصد، فقرر أن يدمره لإدخار المبالغ المالية للإنفاق على الجهود الحربية. وسوّي المرصد الفلكي بالأرض تماماً في سنة 1580م.

## المؤلفات الميكانيكية
كتب تقي الدين في المؤلفات التالية عن الميكانيكيات:
1. الكواكب الدرية في وضع البنكمات الدورية (1556م أو 1559م): وهو أول كتاب عثماني يتحدث عن الآلات ذاتية الحركة. ناقش تقي الدين أنواعاً شتى من الساعات الميكانيكية، من وجهة نظر المنظور الهندسي-الآلي.
2. في علم الساعات المائية: كتاب الساعات المائية.
3. الطرق السامية في الآلات الروحية (1551م): ويغطي الكتاب ستة فصول، والتي تتحدث في مواضيع الساعات المائية، وآلات رفع الأوزان، وآلات رفع الماء، والنوافير، وآلات النفخ الموسيقية المتتابعة في العزف، والطبول الغلاية، وآلات الري، والمرذاذ الذاتي الحركة والذي يعمل بقوة البخار.
ركز تقي الدين على التركيب الهندسي-الميكانيكي للساعات التي سبق وأن اختبرت من قبل الأخوة أبناء موسى والجزري، ووصف مضخة رفع الماء ذات الست أسطوانات، وبعض الآلات لرفع الأوزان، والنموذج البدائي لتوربين البخار كمحرك أساسي للمرذاذ ذاتي الدوران.
4. رسالة في عمل ميزان الطبيب: كتاب عن اتزان الموائع، والأوزان، والمقاييس، والوزن النوعي للمواد. وصف الكتاب مقياس أرخميدس وبقية الآلات التي ابتكرت من قبل الفيزيائيين المسلمين.

### الطرق السامية في الآلات الروحية

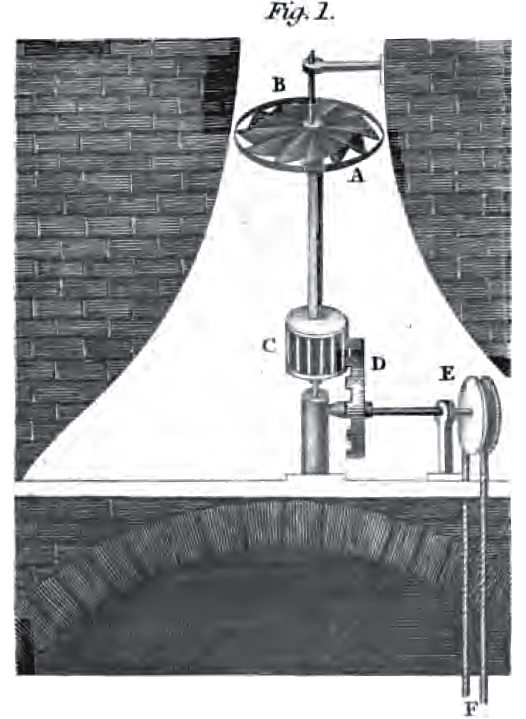
الصورة تمثل رافعة دخانية، المحرك البخاري الدفع، وتم اختراعها من قبل تقي الدين في سنة 1551م.

- التوربين البخاري العملي والمرذاذ ذاتي الدوران والرافعة الدخانية:

في عام 1551م، اخترع تقي الدين النموذج البدائي للتوربين البخاري كمحرك أساسي لأول مرذاذ ذاتي الدوران والذي يعمل بقوة البخار، والرافعة الدخانية. أكمل تقي الدين تأليف كتابه: الطرق السامية في الآلات الروحانية سنة 1551 ميلادية (959 هجرية). كتب تقي الدين يقول:
«الجزء السادس: صنع المرذاذ الذي يحمل اللحم فوق النار بحيث أنه يدور حول نفسه دون أي قوة حيوان. تم عمله من قبل الناس باستخدام العديد من الطرق، وأحد هذه الطرق هو وضع عجلة بعدة ريش في نهاية المرذاذ، وفي الجهة المعاكسة لمكان العجلة إبريق مجوف مصنوع من مادة النحاس برأس مغلق وملئ بالماء. اجعل فوهة الإبريق معاكساً لريش العجلة. يضرم النار تحت الإبريق فيبدأ البخار بالصدور من فوهته بصورة مقيدة فيدير ريشة العجلة. عندما يصبح الإبريق خالياً من الماء، أجلب بالقرب منه ماءً بارداً في وعاءٍ خزفيٍ ثم اجعل فوهة الإبريق تغطس في الماء البارد. سوف تسبب الحرارة بانجذاب كل الماء داخل الوعاء الخزفي إلى داخل الإبريق، ويبدأ البخار بإدارة ريشة العجلة مرةً أخرى».
- المضخة ذات ست أسطوانات (أحادية الكتلة):

اخترع تقي الدين أيضاً المضخة بمحرك ست أسطوانات (أحادي الكتلة)، أول آلة تم وصفها في كتابه: الطرق السامية في الآلات الروحانية. المضخة تعمل بطاقة الماء- تشمل المكونات الداخلة في تركيب الآلة المطروحة: الصمامات، وأنابيب المص، والأنابيب الموزعة، وقضبان المكبس بأوزان من الرصاص، والرافعات المعترضة بنهايات مسمارية، والحدبات على محور العجلة المغرفة والمدار بالماء. كما استخدمت آلية القضيب المتصل بالعمود المرفقي أيضاً، والتي تشبه تلك المضخة ذات الأسطوانة التوأم المتبادلة مع المكبس المزود بأنابيب المص، والتي اخترعت سابقاً من قبل الجزاري في سنة 1206م. كما اشتملت مضخة تقي الدين الأحادي الكتلة على المفرغ أيضاً، والذي يشبه وزناً من الرصاص يتحرك في الاتجاه الأعلى، ويسحب معه المكبس، لينشأ بذلك المفرغ الذي يمتص الماء من خلال صمام لساني غير راجع نحو أسطوانة المكبس.

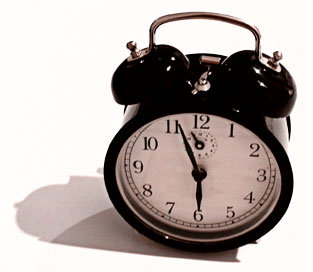
الصورة تمثل الساعة المنبهة الحديثة. تم اختراع أول ساعة منبهة ميكانيكية والساعة الفلكية المدارة بواسطة ينبوع الماء من قبل تقي الدين

### الكواكب الدرية في وضع البنكمات الدورية
- الساعة المنبهة الميكانكية:

اخترعت أول ساعة ميكانيكية منبهة من قبل تقي الدين. وووصف الساعة المنبهة في كتابه: «الكواكب الدرية في وضع البنكمات الدورية»، وقد نشر سنة 1556 ميلادية أو 1559 ميلادية. كانت ساعته المنبهة قادراً على إصدار الصوت في الوقت المخصص، والذي كان يتحقق بواسطة وضع إسفين على عجلة القرص المدرج على الوقت الذي يرغب فيه المرء بسماع الساعة وكذلك بواسطة إنتاج جهاز قرع الجرس الآلي والذي يبدأ بالرنين على الوقت المخصص

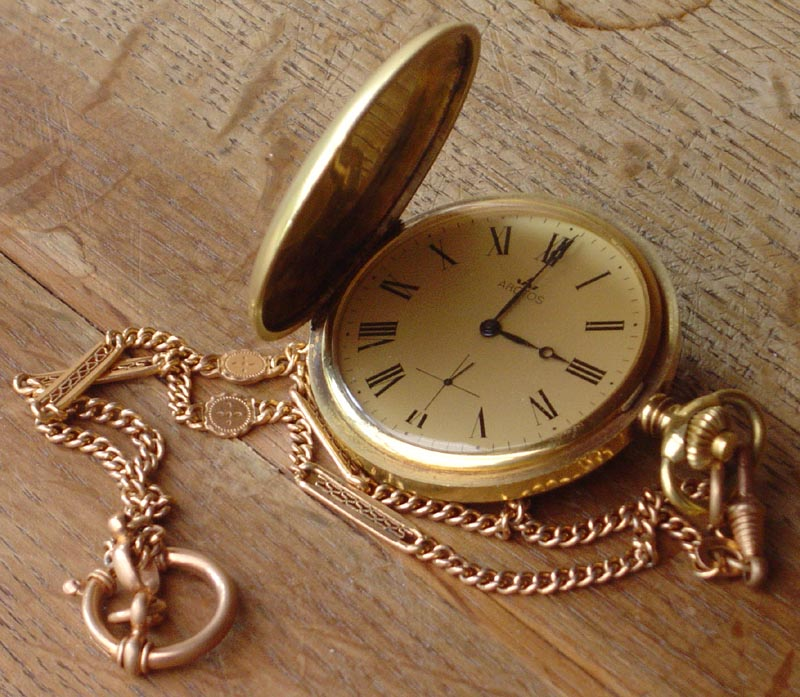
الصورة تمثل ساعة الجيب الحديثة. ابتكر تقي الدين ساعة جيب بدائية تدار بقوة ينبوع الماء، والتي تقيس الوقت بالدقائق.

- الساعة الفلكية المدارة بقوة ينبوع الماء:

في كتاب "الكواكب الدرية في وضع البنكمات الدورية، اخترع تقي الدين أول ساعة فلكية تدار بقوة الينابع. وهذه أيضاً كانت من أوائل الساعات الميكانيكية التي تدار بقوة الينبوع، وابتكرت تقريباً في نفس الزمن الذي ابتكر فيه بيتر هينلين الساعة أيضاً، أي في سنة 1556م.
- ساعة الجيب التي تدار بقوة ينبوع الماء:

ابتكر تقي الدين أيضاً أولى ساعات الجيب التي تدار بقوة اليبنوع، وذلك بعد فترة زمنية قصيرة من ابتكار ساعة شبيهة به من قبل بيتر هينلين في سنة 1524م. وكيفما كان ذلك، تعتبر ساعة تقي الدين أول ساعة يقيس الوقت بالدقائق، بواسطة تضمينها ثلاث عجلات دوراة للساعات، والدرجات والدقائق.

### ساعة المشاهدة
ساعة تقي الدين الفلكية الميكانيكية، والتي سميت في كتابه: «الكواكب الدرية في وضع البنكمات الدورية» باسم ساعة المشاهدة، كانت أول ساعة تقيس الوقت بالدقائق. استخدم معرفته بالرياضيات لتصميم ساعة بثلاث عجلات دوراة وتظهرالوقت بالساعات، والدرجات، والدقائق.
فيما بعد حسن تصميم ساعة المشاهدة بحيث يقيس الوقت بالثواني في كتابه: «في شجرة نابك لتطرف الأفكار» والذي ألفه في مرصد تقي الدين الفلكي الأسطنبولي. وصف ساعة المشاهدة بأنها: ساعة ميكانيكية بثلاث عجلات دوراة والتي تظهر الوقت بالساعات والدقائق والثواني. وتعتبر هذه من أهم ابتكارات القرن السادس عشر في مجال علم الفلك العملي، حيث لم تكن الساعات السابقة دقيقة بما فيه الكفاية لاستخدامها في الأغراض الفلكية.

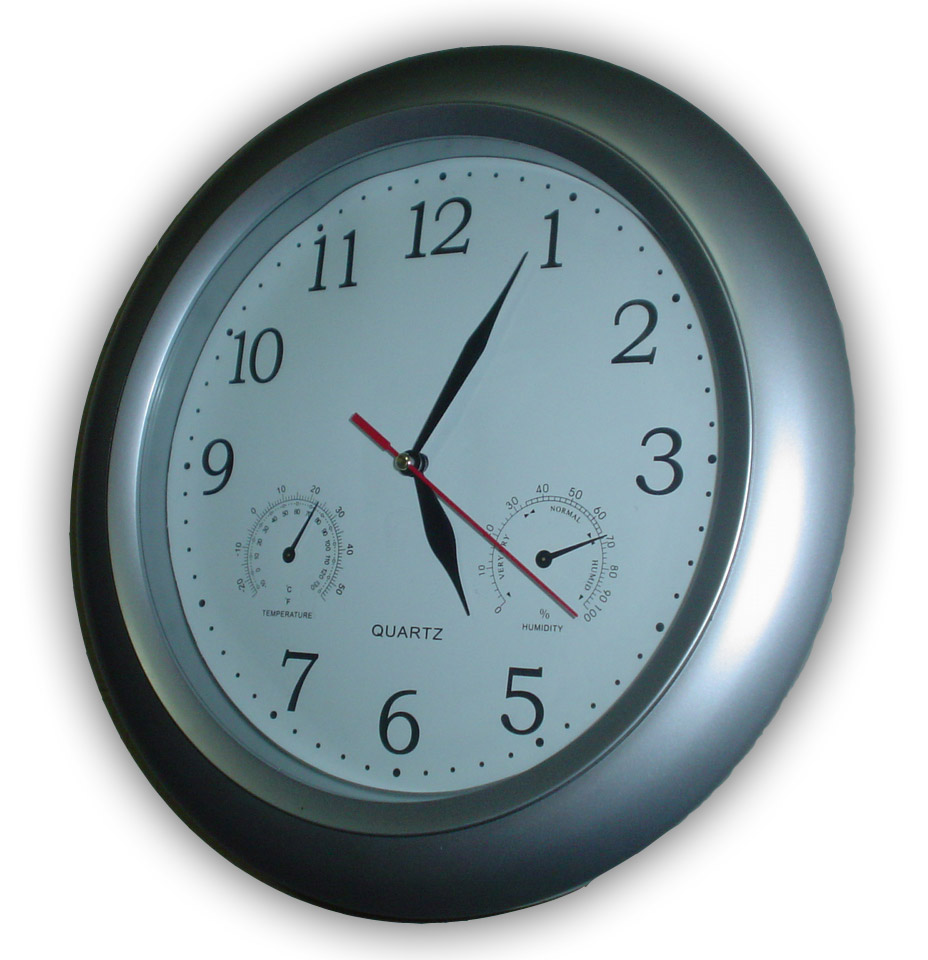
في الصورة، اخترع تقي الدين "ساعة المشاهدة" الميكانيكية بثلاث عجلات دوارة، والتي تحسب الوقت بالساعات والدقائق والثواني

كما أنه قام بتحسين ساعة المشاهدة إلى حد أبعد، حيث وصف في كتابه: سدرة المنتهى، استخدام عجلة دوارة واحدة لتمثيل الوقت بالساعات، والدقائق والثواني. وصف ساعته المشاهدة بأنها «ساعة ميكانيكية بعجلة دوارة واحدة تري الوقت بالساعات، والدقائق، والثواني، كما قسمنا كل دقيقة إلى خمس ثواني». وصف تقي الدين اختراعه في كتاب: «جدول الإمبراطور في الآلات الميكيانيكية»- كما في التالي:
«الآلة التاسعة هي الساعة الفلكية. الجملة التالية تمت تسجيلها من قبل بطليموس:» سوف أكون قادراً على تأسيس أعظم إتساق في الوسيلة إذا كنتُ قادراً على قياس الوقت بدقة«. والآن جاء تقي الدين، بإرادة الله، فصمم الساعة الفلكية بأمر من السلطان، أدام الله أيامه. وإلى هذا الحد كنا قادرين على عمل ما كان يعجز عنه بطليموس». بالإضافة إلى ذلك، في كتاب «سدرة المنتهى»، أكمل تقي الدين يقول: «بنينا ساعة فلكية بعجلة دوارة واحدة، تظهر الوقت بالساعات والدقائق والثواني، وقسمنا كل دقيقة إلى خمس ثواني».

### كتاب نور حدقة الإبصار ونور حقيقة النظر
في حوالي سنة 1574م، ألف تقي الدين كتاب: «نور حدقة الإبصار ونور حقيقة النظر»، كتاب في البصريات يحتوي التحقيقات التجريبية في ثلاث مجلدات: الإبصار، وانعكاس الضوء، وانكسار الضوء. يعالج الكتاب تركيب الضوء، وانتشاره، وانكسار الضوء الشامل، والعلاقة بين الضوء واللون. مثل الذين سبقوه في البصريات، ابن الهيثم (965-1039) وكمال الدين الفارسي (1267-1320)، اعتمد تقي الدين بشق النفس على التجربة العلمية لتحقيقاته. وصف تقي الدين محتويات كتابه: «نور حدقة الإبصار ونور حقيقة النظر» – كما يلي:
الكتاب رقم (1): الإبصار المباشر
1. التحقيق في خصائص الإبصار المباشر.
2. التحقيق في خصائص الضوء وفي طريقة إشعاع الضوء.
3. تأثير الضوء على حاسة البصر.
4. تركيب العين
5. بنية وطبيعة الإبصار
6. أسباب عيوب البصر.
الكتاب رقم (2): الانعكاسيات
1. التحقيق في خصائص الضوء المنعكس
2. التحقيق في خصائص الانعكاس
3. التحقيق في خصائص الأجسام المنعكسة
4. في تكوين الصور المنعكسة
5. في خصائص الأجسام المنعكسة
6. في أسباب عيوب الصور المنعكسة
الكتاب رقم (3): الانكساريات
1. التحقيق في خصائص الضوء المنكسر
2. التحقيق في خصائص الانكسار
3. في تكوين الصور المنكسرة
4. في أسباب عيوب الصور المنكسرة
5. في خصائص الصور المنكسرة
6. في نسبة زوايا الانكسار.
الكتاب رقم (1): الإبصار المباشر
في المجلد الأول: الإبصار المباشر، ناقش تقي الدين: طبيعة الضوء، ومصدر الضوء، وطبيعة انتشار الضوء، وكيفية حدوث النظر، وتأثير الضوء على العين والنظر. كما أنه وفّر أول تفسير مقنع لكيفية تركيب اللون، وبرهن بوضوح أن اللون يتكون كنتيجة انعكاس وانكسار الضوء، وتوصل تقي الدين إلى هذه النتيجة بمدة قرنين من الزمن قبل أن يأتي إسحق نيوتن ويؤكد هذه النتيجة. مثل الذين سبقوه من العلماء المسلمين كابن الهيثم والفارسي، دعم تقي الدين أيضاً نموذج مرور الضوء للإبصار، حيث ينعكس الضوء عن الأجسام نحو العين. في حين أن الذين سبقوه قاموا ببناء آلات مثل: الكاميرا المظلمة والكاميرا ذات الثقب لتوضيح نموذج مرور الضوء للإبصار، قام تقي الدين بدلاً من ذلك باستعمال مثالاً أبسط اسنوحاه من فيزياء الأجرام الفلكية لتوضيح نموذج مرور الضوء للإبصار. برهن أنه إذا كان الضوء خارجاً من العين فإنه سيستغرق فترةً طويلةً لرؤية النجوم، والتي تقع على بعد ملايين الكيلومترات عن الأرض. ثم بعد ذلك برهن أنه بما أن سرعة الضوء ثابتة، «فإنه سيستغرق وقتأ أطول بكثير للسفر نحو النجم ثم العودة مرةً أخرى إلى العين. ولكن ليست هذه هي الحالة، حيث أننا نرى النجم في اللحظة التي نطرف بها أعيننا. وعلى هذا فإن الضوء يجب أن يكون خارجاً من الجسم وليس من الأعين».
الكتاب رقم (2): الانعكاسيات
في المجلد الثاني: الانعكاسيات، زوّد تقي الدين: «البرهان التجريبي للانعكاس المستوي بصورة غير مخطط لها وبأقصى ما يمكن من الضوء الضروري؛ والصياغة الكاملة لقوانين الانعكاس؛ ووصف لبناء واستعمال الآلة النحاسية لقياس الانعكاسات من المرايا المستوية، والمرايا الكروية والأسطوانية، والمرايا المخروطية بغض النظر عما إذا كانت مقعرة أم محدبة».
الكتاب رقم (3): الانكساريات

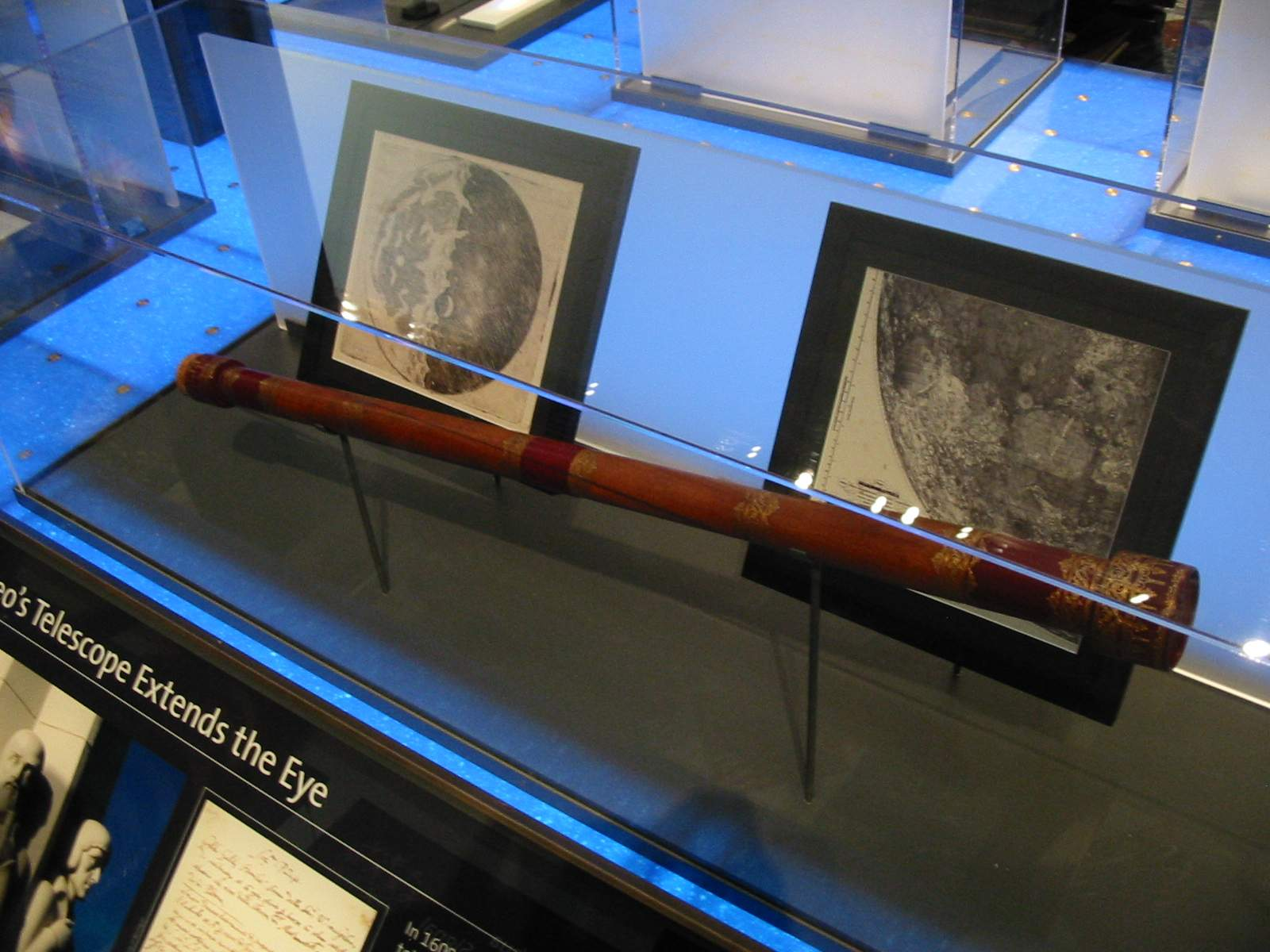
اخترع تقي الدين المنظار الفلكي الأساسي البدائي. المنظار الموضح هنا هو المنظار الذي استخدم فيما بعد من قبل غاليليو غاليلي.

في المجلد الثالث: الانكساريات، حلّل تقي الدين: «السؤال الأهم لإختلافات الضوء المار خلال تنقله في الأوساط ذات الكثافات المختلفة. يعني: طبيعة الضوء المنكسر، وطريقة حدوث الانكسار، وطبيعة الصور المتكونة من الضوء المنكسر». وجاءت نتائجه أيضاً قريباً من صياغة قانون سنل للجيوب، ولهذا لم يجد النسبة الثابتة الدقيقة بين جيب السطوح وزوايا الانكسار. ورغم كل ذلك، كان قادراً بدلاً من ذلك على عمل اكتشاف مهم آخر: اختراع المنظار الفلكي الأساسي البدائي، والذي وصفه بأنه آلة يجعل الأجسام التي تقع بعيدةً جداً تبدو قريبة إلى المشاهد، كما أنه إدعى أنه ألهم من قبل الأساطير التي تحرس برج الإسكندرية، حيث يقول:
«أنا جعلت البلورة التي لديها عدستين اثنتين تعرض بالتفاصيل الأجسام من مسافات بعيدة. وعندما ينظرون من إحدى الجانبين، يستطيع الناس أن يروا سفينة تبحر في البحر من بعيد. آلتي أنا تشابه تلك التي صنعها الإغريقيون القدماء ووضعوها في برج الإسكندرية».
برهن تقي الدين إلى أقصى حد أن الآلة تساعد على رؤية الأجسام البعيدة بالتفصيل عن طريق جلبها بشكل قريب جداً.
كما أنه برهن أيضاً أنه كتب مؤلفاً بدائياً آخر يشرح فيه طريقة صنع هذه الآلة واستعمالها، ومقترحاً بأنه كان يخترعها لبعض الوقن قبل سنة 1574م. وعلى كل حال، لا يزال من غير المعروف إذا كان قد وظّف هذه الآلة أم لا لمشاهداته الفلكية اللاحقة في مرصد تقي الدين الفلكي الإسطنبولي منذ عام 1577م.

## علم الفلك

### مرصد تقي الدين الفلكي الأسطنبولي
في سنة 1577م، بنى تقي الدين مرصداً فلكياً، والذي يتكون من مبنيين ضخمين ويتموضعان فوق هضبة تشرف على الجزء الأوروبي من مدينة أسطنبول، لإفساح المجال لعرض مشهداً واسعاً من سماء الليل. المرصد هو أشبه بكثير بالمعهد الحديث، حيث خصص المبنى الرئيسي للمكتبة ووحدات السكن لأفراد الطاقم، بينما خصص المبنى الأصغر لاستضافة مجموعة من الآلات الفلكية التي بنيت من قبل تقي الدين. وتشمل هذه الآلات: الكرة المؤلفة من حلقات العملاقة، والساعة الفلكية لقياس موقع وسرعة الكواكب. كان تقي الدين يأمل أنه باستخدام هذه الآلات أن يقوم بتعديل الجداول الفلكية في الزيج القديم والتي تصف حركة الشمس والقمر والكواكب.

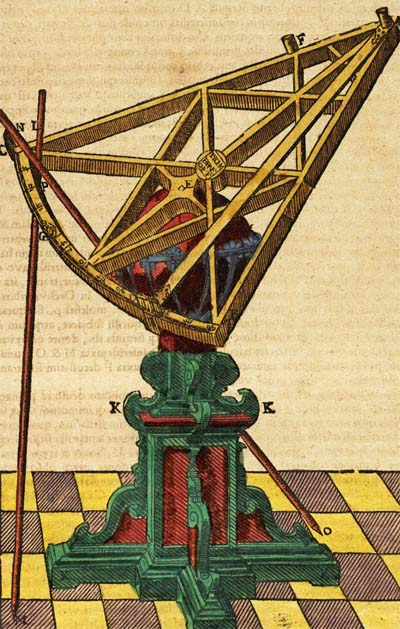
في الملف: اخترع تقي الدين السدس الهيكلي مشابه للذي استخدمه تايخو بريه فيما بعد.

### الآلات الفلكية
كتب تقي الدين مؤلفاً هاماً في الآلات الفلكية، وتحت عنوان: «كتيب آلات المشاهدة للإمبراطور»، والذي وصف فيه الآلات الفلكية التي استخدمت في مرصد تقي الدين الفلكي الأسطنبولي. وتشمل هؤلاء الآلات القديمة مثل الكرة المؤلفة من حلقات، ومسطرة الزوايا، والأسطرلاب؛ وآلات العصور الوسطى الإسلامية مثل: الأسطرلاب العالمي، وربع زاوية السمت وربع الحائط، وآلات السدس؛ والعديد من الآلات التي اخترعها بنفسه، ويشمل «المشابهة بالمناطيق»، وهو سدس خشبي الهيكل بأوتار لحساب الاعتدال الربيعي مشابهة لتلك الآلة التي استخدمها تيخو بريه فيما بعد، وآلة الربع الخشبي لحساب زوايا السمت وارتفاعاتها. أهم آلة فلكية استخدمها تقي الدين، في كل الأحوال، هي «ساعة المشاهدة»، والتي وصفها في كتابه: «في شجرة نابك لتطرف الأفكار»، بأنها ساعة ميكانيكية بثلاث عجلات دوارة والتي تظهر الوقت بالساعات والدقائق والثواني. واستخدمها للأغراض الفلكية، وبالتحديد لقياس المطلع المستقيم للنجوم. وهذه تعتبر واحدة من أهم الابتكارات الفلكية العملية في القرن السادس عشر، حيث أن الساعات السابقة لم تكن دقيقة بما فيه الكفاية لتستخدم في الأغراض الفلكية.
آلة أخرى قام ببنائها في المرصد الفلكي، والتي كانت تتميز بمظهر حديث على نحو لافت للنظر، وهي الكرة الأرضية التي تمثل الأرض، والتي كانت الأولى من نوعها. كما أنه اخترع أيضاً التلسكوب البدائي خلال عمله الأول في البصريات، وعلى الرغم من ذلك إلا أنه لا يزال من غير المعروف فيما إذا استخدمه للأغراض الفلكية في مرصده.

### المشاهدات الفلكية
استخدم تقي الدين ساعته المشاهدة الجديدة لصناعة الزيج (والذي أسماه باللؤلؤ المكنون) والكتيب الفلكي بشكل أدق بكثير من معاصريه: تيخو براهي ونيكولاس كوبرنيكس. كان تقي الدين أيضاً أول فلكي يستخدم رمز الفاصلة العشرية في تسجيل مشاهداته بدلاً من الكسور الستينية والتي استخدمت من قبل معاصريه في زمنه وسابقيه من قبل. كما أنه اعتمد استخدام طريقة أبو الريحان البيروني لـ«مشاهدة الثلاث النقاط». في كتابه: «شجرة نابك»، وصف تقي الدين طريقة مشاهدة الثلاث النقاط كالتالي: «يتم وضع نقطتان اثنتان على الشكل البيضوي بحيث يكون إتجاههما متعاكسان، والثالثة في أي مكان مطلوب». واستخدم هذه الطريقة ليحسب مركز البؤرة لمدار الشمس والحركة السنوية للأرض عند الحضيض، وكذلك فعل نفس الشيء تيخو براهي وكوبرنيكس، إلا أن قيم تقي الدين هي الأكثر دقة، بسبب استخدامه ساعته المشاهدة والكثير من الآلات الدقيقة الأخرى.

### خلافات سياسية
كان مصير هذا المرصد تحت رحمة الأزمات السياسية التي أحاطت به. فقد أنفق تقي الدين معظم حياته داخل مصر وسوريا نظرًا إلى أن والده كان أستاذًا في الشريعة في جامعة دمشق. واستطاع تقي الدين في رحلته إلى إسطنبول أن يتواصل مع العديد من الفقهاء وعلماء الدين. بل قد أتيح له استخدام مكتبة الصدر الأعظم (سميز علي باشا) الخاصة. ولاحقًا عمل تحت يد أستاذه الخاص، سعد الدين، وهو ذاته الصدر الأعظم الجديد الذي عينه السلطان مراد الثالث. واستكمل تقي الدين ملاحظاته الفلكية التي بدأها في مصر، مستعينًا بارتفاع برج غلطة، وساكنًا في بيت سعد الدين الخاص. ورغم أن السلطان مراد كان هو من أمر بتنفيذ المرصد، فقد كان سعد الدين هو من اقترح الفكرة عليه أولًا علمًا باهتمامه بالعلوم. وفي النهاية، كان السلطان هو من يمد تقي الدين بكل احتياجاته، من تمويل نقدي للمساعدة في بناء المرصد، ومن إمدادات معرفية تتضمن إتاحة جميع الكتب التي سوف يحتاجها. ولكن السلطان في الحقيقة كان ينوي فقط من بناء المرصد أن يستعرض قوة مملكته. وذلك ما نجح فيه بالفعل، حيث أنه وحد بين تقي الدين وجمع من أكثر العلماء تميزًا في مجال الفلك تحت هدف واحد، ولم يكتف فقط بجعلهم يعملون معًا تحت هدف واحد، بل نجحوا أيضًا في تقدم علم الفلك. ومن ثم أراد مراد الثالث أن يتحقق من توافر أدلة على إنجازاته، ولذلك كلف مؤرخه الخاص، سيد لقمان، بتسجيل كل الأعمال التي تجري تحت سقف المرصد. وذكر سيد لقمان أن مملكة السلطان كانت أقوى بكثير من معاصريها في العراق وفارس وأناطوليا. ومن ثم استطرد قائلًا أن مراد الثالث هو أعظم الملوك في عصره، حيث أن نتائج مرصده قد تفوقت على سابقتها واستبدلتها.

### المؤلفات الفلكية
من منجزات الحضارة الإسلامية في علم الفلك، كتب تقي الدين المؤلفات التالية:
1. ريحانة الروح في رسم الساعات على مستوى السطوح (1567): كتاب يعالج رسم المزولة الشمسية على سطوح الرخام ومعالمها، وبمقدمة للمؤلف وثلاثة فصول. وهذا الكتاب تم التعليق عليه من قبل تلميذه: سراج الدين عمر بن محمد الفرسكوري (حوالي 1610م).
2. جريدة الدرر وخريطة الأفكار (1581- 1582): جدول فلكي لمدينة القاهرة يحتوي جداول الجيب وظل التمام ممثلةً بالكسور العشرية. وهو أول من استخدم الكسور العشرية في الاقترانات المثلثية، كما أنه جهز جداول ظل التمام وجيب التمام. حاول جمشيد الكاشي (1390-1450) حل المشكلة لكنه لم يفلح، بينما كان تقي الدين هو أول من نجح في هذا المجال.
3. كتاب الثمار اليانعة عن قطوف الآلاء الجامعة: تعليق على كتاب: "الأشعة العالمية في الأعمال بالآلاء الجامعة لابن الشاطر، ويصف تقي الدين في كتابه الآلة الفلكية التي اخترعها ابن الشاطر. ويحتوي مقدمة وخاتمة للمؤلف وثلاثة فصول.
4. كتاب منظومة المُجيَب: كتاب يعالج الحسابات والمشاهدات التي تم وضعها باستخدام الآلة رُبُع الدَستور. كتب تقي الدين فيما بعد تعليقاً على عمله، أُتبع فيما بعد بتعليق آخر لمؤلف غير معروف.
5. سدرة منتهى الأفكار في ملكوت الفُلُك الدَّوَار (أو ما يسمى بالزيج الشاهنشاي): عمل جهِّز طبقاً لنتيجة المشاهدات التي أجريت من أجل تصحيح وإكمال الزيج السلطاني لأولوغ بيك. الصفحات الأربعين الأولى من العمل يعالج الحسابات المثلثية، ويتبعها بمناقشات عن الساعات الفلكية، والدوائر السماوية ومعلومات عن الثلاث الأشكال البيضوية.
6. كتاب في معرفة وضع الساعات: مؤلف رسالة يتكون من 10 فصول.
7. الأبيات التسعة في استخراج التواريخ المشهورة والشروحة: كتاب يحتوي معلومات لتحويل الجداول الزمنية بين الجدول الزمني الإسلامي والجداول الأخرى.
8. في معرفة حساب منازل القمر: مؤلف رسالة في حساب منازل القمر.
9. مراجعة في المجسطي: مراجعة لكتاب المجسطي لمؤلفه بطليموس.
10. مراجعة في زيج أولوغ بيك: مراجعة لكتاب الزيج السلطاني لأولوغ بيك.
11. رسالات سمت القبلة: مؤلف رسالة حول كيفية إيجاد اتجاه القبلة، وبمقدمة للمؤلف وفصل رئيسي واحد يسمى «مقصد»، و15 جزءً.
12. الدرر النظيم في تسهيل التوقان: جدول فلكي في طريقه لاستخراج الروزنامات السنوية من خلال الزيج السلطاني لأولوغ بيك.
13. فوائد في استخراج منطقة الكرة ومعرفة الجيب: مؤلف رسالة يحسب خط الاستواء للأرض.
14. تسهيل زيج العشارية الشاهنشاهية: مؤلف رسالة والذي يعطي أجزاء الدرجة للزوايا والمنحنيات بالكسور العشرية ويجري الحسابات وفقاً لذلك. إلى جانب جداول النجوم الثابتة، كل الجداول الفلكية في هذا الزيج تم تجهيزها باستخدام الكسور العشرية.
15. دقائق اختلاف الأفقين: مؤلف رسالة عن الاختلاف بين الأفق الحقيقي والمزيف.
16. الكواكب الدرية في وضع البنكمات الدورية (1556 أو 1559): كتاب يحسب خط العرض لأفق مدينة أسطنبول بمزولة شمسية مستديرة، ويحتوي على مقدمة وخاتمة للمؤلف وثلاثة فصول.
17. رسالة في عمل ألا ترسموا بها الكواكب على سطحٍ مستوٍ: مؤلف رسالة في طريقة رسم خريطة السماء.
18. رسالة في العمل بالربع الشاكازي: ليس مؤكداً فيما إذا كان هذه الرسالة تم تأليفها من قبل تقي الدين.
19. رسالة في الاختلاف بين المواقيتان بالقاهرة في ضبط قوسي النهار والليل ودائرة الفجر والشفق.
20. رسالة في معرفة الأفق الحديث: ملاحظة حول كيفية إيجاد الأفق السبعة.
21. رسالة في سبب تأخر غروب الشمس.
22. رسالة في أوقات العبادة: مؤلف رسالة في استخدام الأسطرلابات من أجل حساب الوقت.
23. تفسير بعض الآلات الرصدية: نص تركي يصف الآلات الفلكية الثمانية التي استخدمت من قبل تقي الدين في مرصده، إلى جانب شروحاته.
24. أرجوزة للجيب والضرب والقسمة: قصيدة شعرية تتحدث عن قوانين الربع الدائرية.
25. دستور الترجيح في قواعد التسطيح (1576): مؤلف رسالة عن إسقاط الكرة على سطح مستو وبعض المواضيع في الهندسة، وبعض المزاول الشمسية التي صنعت على السطوح.
26. مؤلف رسالة في تأثير انكسار الضوء على الأفق والاختلافات في الآراء بين حفاظ المواقيت.
27. مؤلف رسالة في الاختلاف بين الآفاق الحقيقية والمرئية.
28. الآلات الرصدية للزيج الشاهنشاهية: يحتوي على قوائم بالآلات الفلكية التي استخدمها تقي الدين في المرصد الفلكي الأسطنبولي.
29. جواب السؤال عن مثلث من العظم غير قائم الزاوية وليس في أضلاعه ما يبلغ الربع وأضلاعه بأسرحة، هل يمكن معرفة زواياه؟
30. فوائد في استخراج منطقة الكرة ومعرفة الجيب.
31. رسالة تقويم السنا (990 هـ): مؤلف رسالة في تقويم السنة 990 هجرية في التقويم الإسلامي.
32. صفة آلات رصدية بنوعٍ آخر.

## الرياضيات

### في علم المثلثات
من منجزات الحضارة الإسلامية في الرياضيات، ساهم تقي الدين في علم المثلثات في كتابه: سدرة المنتهى، والذي جعله أول عالم رياضي يستخلص القيمة الفعلية لجا 1ْ. ناقش القيم المعطاة من قبل سابقيه، شارحاً كيف استخدم بطليموس (حوالي 150) الطريقة التقريبية للحصول على قيمته الخاصة بجا 1ْ، وكيف قام كل من: أبو الوفا البوزجاني (959-998)، وابن يونس (حوالي 1000)، والكاشي (1393-1449)، والقاضي زادا الرومي (1337-1412)، وأولوغ بك (1394-1449) وميريم شلبي بتحسين القيمة. ثم جاء تقي الدين فحل المشكلة لاستخلاص القيمة الدقيقة لجا 1ْ:
جا 1ْ= 1ْ 2‘ 49‘‘ 43‘‘‘ 11‘‘‘‘ 14‘‘‘‘‘ 44‘‘‘‘‘‘ 16‘‘‘‘‘‘‘

### المؤلفات الرياضية
ألف تقي الدين المؤلفات التالية عن منجزات الحضارة الإسلامية في الرياضيات:
1. كتاب النسب المستقلة في الجبر والمقابلة: كتاب في علم الجبر، بمقدمة وخاتمة للمؤلف، ويقع في ثلاثة فصول.
2. بغية الطلاب في علم الحساب: وهي مخطوطة تقع في ثلاثة فصول، العمليات الحسابية على الأرقام العشرية، والعمليات الحسابية على الأرقام الستينية، وعلم الجبر.
3. كتاب تصديح الأوكار: رسالة في الإسقاط للأجسام ثلاثية الأبعاد تحتوي على فصلين.
4. شرح رسالة التجنيس في الحساب: تعليق على رسالة: «كتاب التجنيس في الحساب» لمؤلفه شاخاوندي.
5. كتاب في تحقيق المقولة للعالم جياد الدين جمشيد في بيان النسب بين المحيط والقطر: شرح لأفكار جمشيد الكاشي في الرسالة المحيطية.
6. البيان التفسيري لكتاب الأجسام الكروية لثيودوس: تعليق على كتاب ثيودوس البتانية للأجسام الكروية.

## مؤلفات أخرى
كتب تقي الدين مؤلفات في العديد من المواضيع الأخرى، والتي تشمل:
- المصابيح المزهرة في علم البزدرة: كتاب في علم الحيوان.
- ترجمان الأطباء واللسان الأليب: قاموس أبجدي للصيدلة والأدوية النباتية.